# Ian Stewart (football)
Pour les articles homonymes, voir Ian Stewart et Stewart.
Ian Stewart (né le 10 septembre 1961 à Belfast) est un footballeur international nord-irlandais.
Une fois sa carrière sportive terminée, Ian Stewart intègre le personnel administratif de l'IFA, la fédération nord-irlandaise de football.

## En club
Stewart a fait toute sa carrière professionnelle dans des clubs anglais. Il fait ses débuts en championnat anglais en octobre 1980 avec le club du Queens Park Rangers. Il entre en tant que remplaçant contre les Blackburn Rovers. Pendant l'été 2005, il rejoint Newcastle United puis deux ans plus tard Portsmouth FC.
| Année           | Equipe              | Championnat | Matchs | Buts |
| --------------- | ------------------- | ----------- | ------ | ---- |
| 1980-1981       | Queens Park Rangers | D1          | 1      | 0    |
| 1981-1982       | Queens Park Rangers | D1          | 3      | 0    |
| 1982-mars 1983  | Queens Park Rangers | D1          | 19     | 0    |
| Mars-juin 1983  | Millwall FC (prêt)  | D3          | 11     | 3    |
| 1983-1984       | Queens Park Rangers | D1          | 31     | 2    |
| 1984-1985       | Queens Park Rangers | D1          | 13     | 0    |
| 1985-1986       | Newcastle United    | D1          | 29     | 2    |
| 1986-1987       | Newcastle United    | D1          | 14     | 1    |
| 1987-mars 1988  | Portsmouth FC       | D1          | 1      | 0    |
| Mars-juin 1988  | Brentford FC (prêt) | D3          | 7      | 0    |
| Janv.-juin 1989 | Aldershot Town      | D3          | 22     | 0    |
| 1989-1990       | Aldershot Town      | D4          | 43     | 0    |
| 1990-1991       | Aldershot Town      | D4          | 36     | 0    |
| Févr.-juin 1992 | Colchester United   | D5          | 10     | 2    |
| Nov. 1992-1993  | Harrow Borough      | D6          | 0      | 0    |

## En équipe nationale
Il est sélectionné en équipe d'Irlande du Nord de football de 1982 à 1987. Il compte 31 sélections pour 2 buts marqués.
Il participe à la Coupe du monde 1986 au Mexique.